# Костел Матері Божої святого скапулярію (Розділ)
Костел Матері Божої святого скапулярію в Роздолі (давніше — костел Святої Трійці або костел Пресвятої Трійці) — культова споруда в місті Роздолі Львівської области (Україна), яку використовують вірні Римсько-католицької церкви в Україні.

## Історія
Уперше дерев'яний костел у Роздолі згадують у 1615 році. У 1620 році храм знищили татари.
Парафія в Роздолі постала в 1647 році. Кошти для будівництва костелу надав галицький каштелян Матеуш Чернейовський.
У 1774 році костел під титулом Святої Трійці (Пресвятої Трійці) консекрував львівський латинський архиєпископ Вацлав Геронім Сераковський.